# Metryka (odpis)

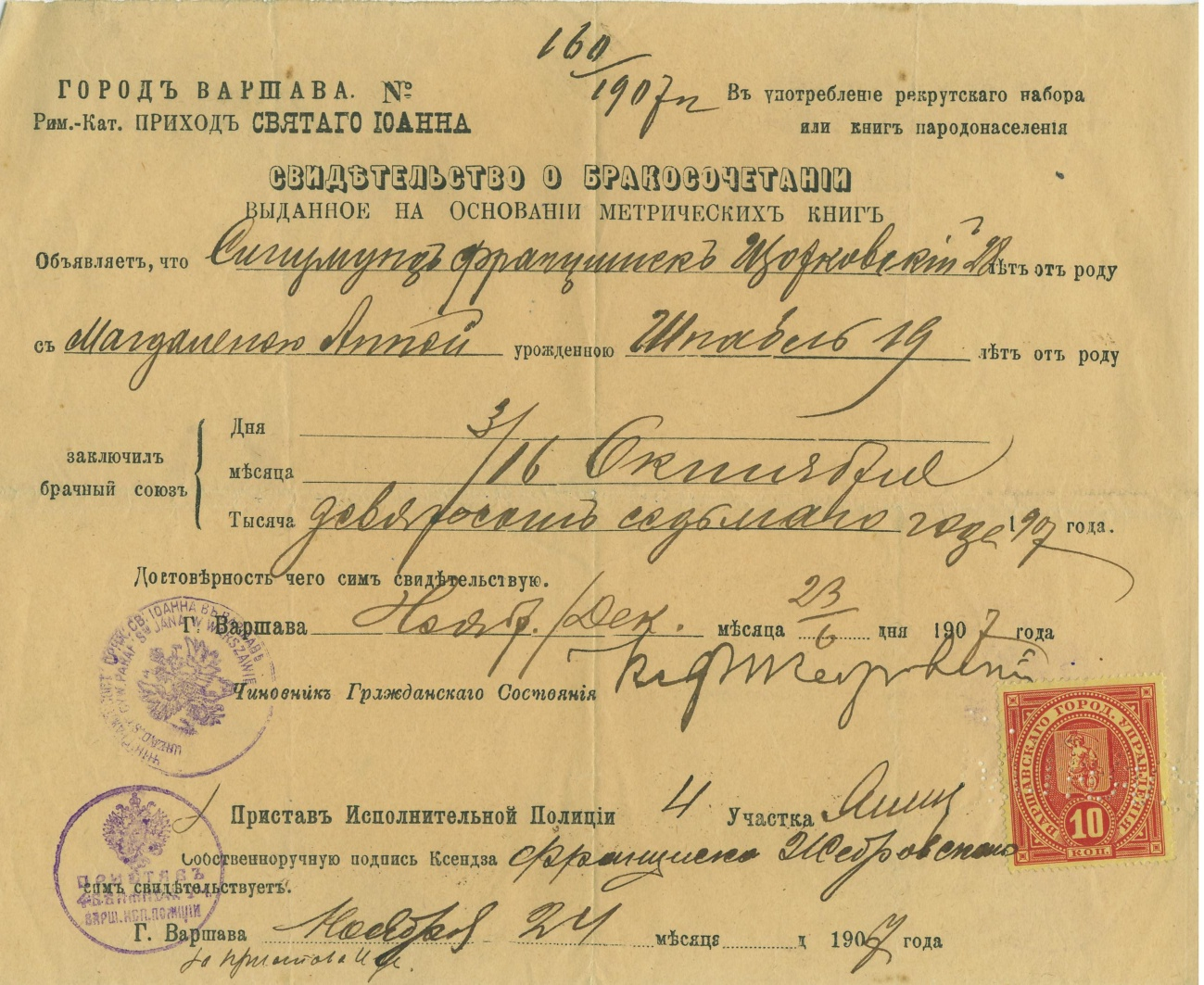
Metryka ślubu zawartego w roku 1907 w Warszawie.

Metryka – potoczna nazwa szczególnego rodzaju dokumentu urzędowego będącego odpisem (wyciągiem) aktu stanu cywilnego, tj. akt urodzenia, akt zgonu lub akt małżeństwa. To także nazwa dla odpisu dokonywanego z wyznaniowej księgi metrykalnej, np. metryka chrztu.

## Odpisy akt stanu cywilnego z USC
Odpisy akt stanu cywilnego wydawane są w Polsce przez urzędy stanu cywilnego, do którego osoba złożyła wniosek o ich wydanie. Od 1 marca 2015 roku prowadzona jest centralna Baza Usług Stanu Cywilnego (BUSC), administrowana pierwotnie przez Ministerstwo Spraw Wewnętrznych, a następnie Ministerstwo Spraw Wewnętrznych i Administracji. Scentralizowanie wszystkich aktów stanu cywilnego umożliwia złożenie wniosku o jego wydanie do dowolnego urzędu stanu cywilnego w Polsce. Przed 1 marca odpisy wydawały urzędy właściwe terytorialnie dla zdarzenia prawnego (narodzin, śmierci lub zawarcia małżeństwa), którego dotyczy akt. Dla zdarzeń prawnych, które miały miejsce za granicą, właściwy jest urząd, w którym umiejscowiono (zarejestrowano) zagraniczny akt stanu cywilnego. Zasady wydawania odpisów aktów stanu cywilnego reguluje ustawa z dnia 28 listopada 2014 r. Prawo o aktach stanu cywilnego (Dz.U. z 2025 r. poz. 594), a wzory tych odpisów - rozporządzenie Ministra Cyfryzacji z dnia 29 maja 2023 r. w sprawie wzorów dokumentów wydawanych z zakresu rejestracji stanu cywilnego (Dz.U. z 2023 r. poz. 1023).
Akta przechowywane są w urzędach najczęściej przez 100 lat od ich wytworzenia, po czym trafiają do archiwów państwowych. Oznacza to, że po odpisy akt dotyczących zdarzeń prawnych sprzed ponad 100 lat należy zwracać się do archiwów państwowych.
Urzędy stanu cywilnego wydają odpisy akt na odpowiednich urzędowych drukach w trzech odmianach: odpis zupełny, odpis skrócony oraz odpis międzynarodowy. Odpisy zupełne są dwustronicowe, natomiast odpisy skrócone i międzynarodowe są jednostronicowe.
Wzory druków, na których wydawane są odpisy akt stanu cywilnego, są ujednolicone. Wszystkie odpisy aktów stanu cywilnego mają format A4. Na górze, po lewej stronie, widnieje godło Polski oraz napis „Rzeczpospolita Polska”. wzdłuż prawej krawędzi biegnie czerwono-różowy pas. Tło jest irysowe: szare po bokach i różowe na środku.
Chociaż wzory druków przewidują podanie wielu różnych danych, w praktyce podaje się tylko te dane, które znalazły się w samym akcie. Często niektóre pola na druku pozostają puste. Poniższe porównanie ilustruje dane przewidziane do umieszczenia w odpisie (a więc te, dla których istnieją odpowiednie rubryki na wzorze druku).

### Metryka urodzenia

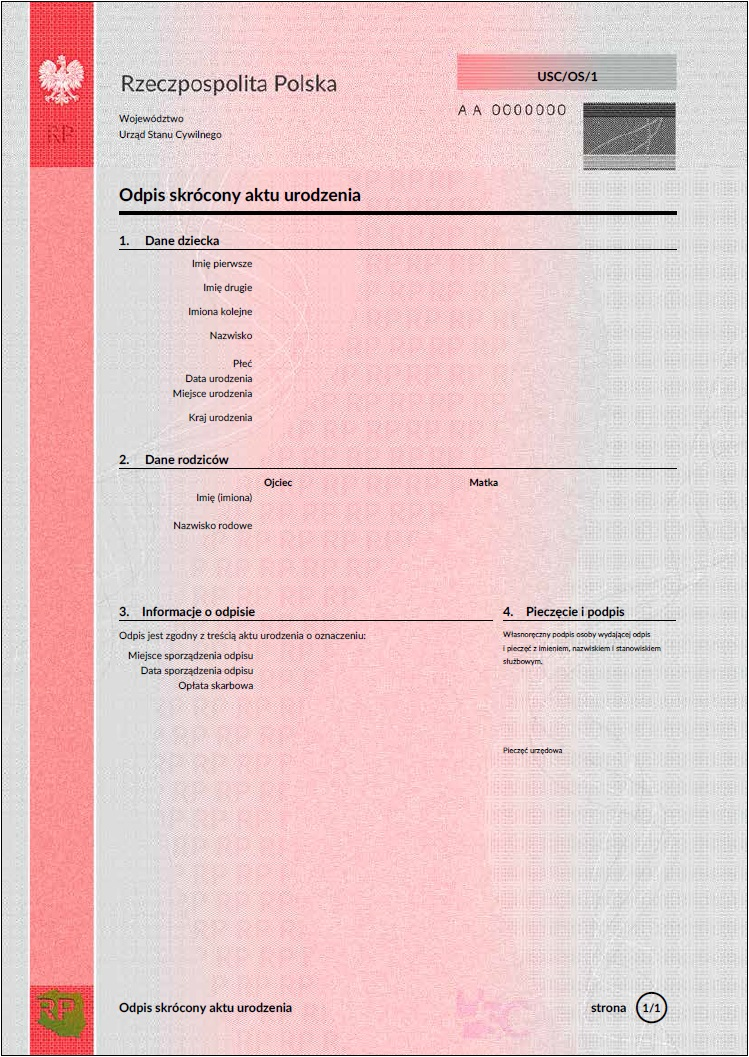
Odpis skrócony aktu urodzenia

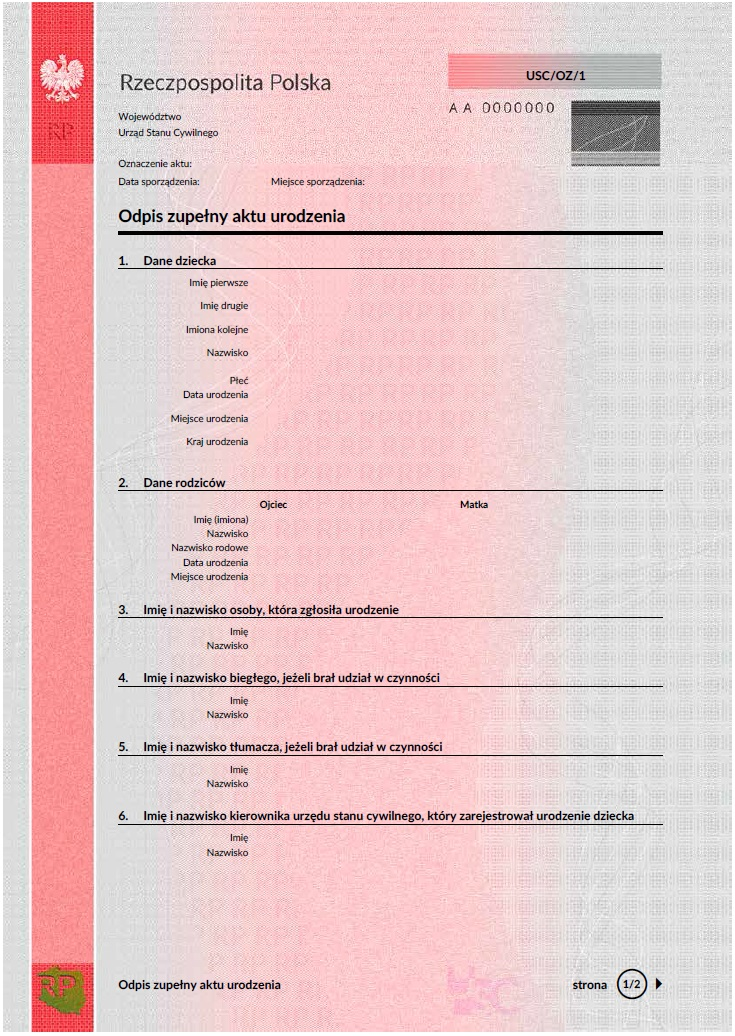
Odpis zupełny aktu urodzenia, str. 1

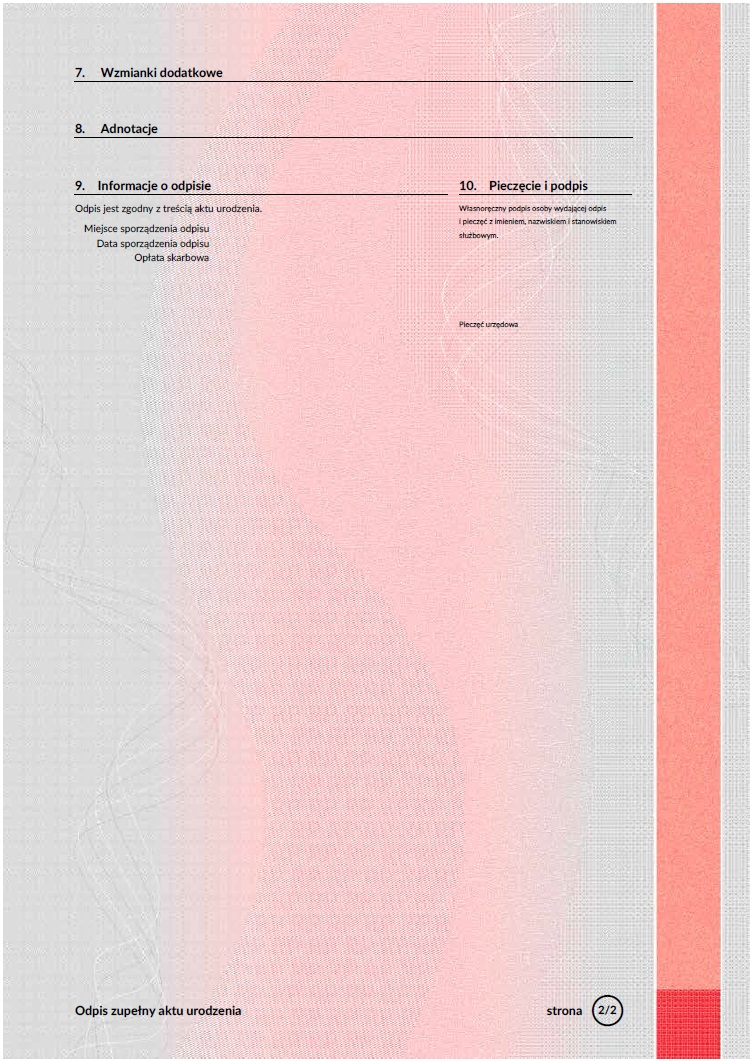
Odpis zupełny aktu urodzenia, str. 2

#### Odpis skrócony aktu urodzenia
Urzędowy wzór skróconego odpisu aktu urodzenia przewiduje umieszczenie następujących informacji:
- Imiona
- Nazwisko
- Płeć
- Data urodzenia
- Miejsce urodzenia
- Kraj urodzenia
- Imiona i nazwiska rodowe rodziców

#### Odpis skrócony aktu urodzenia dziecka, które urodziło się martwe
W odpisie skróconym aktu urodzenia dziecka, które urodziło się martwe, zamieszcza się te same informacje, co w odpisie skróconym aktu urodzenia, z dodatkową informacją o martwym urodzeniu. Z aktu urodzenia dziecka, które urodziło się martwe, wydaje się tylko odpisy skrócone.

#### Odpis zupełny aktu urodzenia
Urzędowy wzór zupełnego odpisu aktu urodzenia przewiduje umieszczenie następujących informacji:
Na pierwszej stronie
- numer aktu urodzenia, którego dotyczy odpis
- data i miejsce sporządzenia aktu urodzenia

Dane dotyczące dziecka:
- Imiona
- Nazwisko
- płeć
- data urodzenia (słownie i numerycznie)
- miejsce urodzenia
- kraj urodzenia

Dane dotyczące rodziców:
- Imiona
- nazwisko
- nazwisko rodowe
- data urodzenia
- miejsce urodzenia

Ponadto, na pierwszej stronie umieszcza się imiona i nazwisko: osoby, która zgłosiła urodzenie, biegłego, tłumacza (jeżeli brali udział w czynnościach) oraz kierownika urzędu stanu cywilnego, który zarejestrował urodzenie dziecka.
Na drugiej stronie
Na drugiej stronie umieszcza się wzmianki dodatkowe i adnotacje oraz informacje o zgodności odpisu z danym aktem urodzenia. Znajduje się tam również miejsce na pieczęć i podpis osoby sporządzającej odpis.

### Metryka ślubu

#### Odpis skrócony aktu małżeństwa

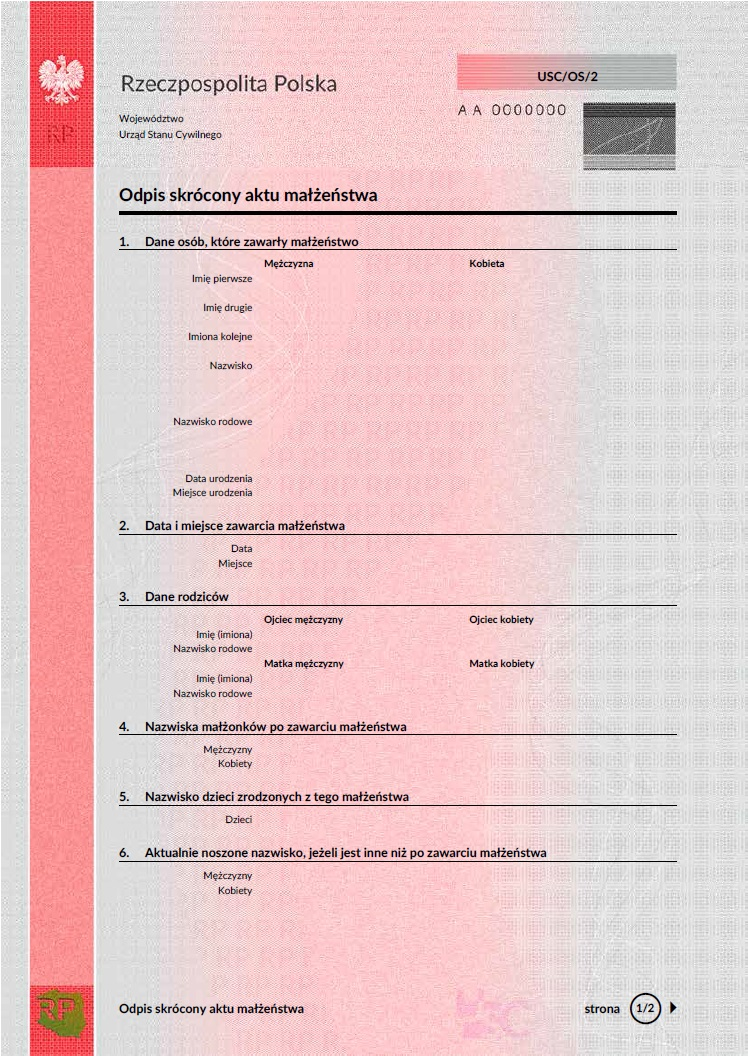
Odpis skrócony aktu małżeństwa, str. 1

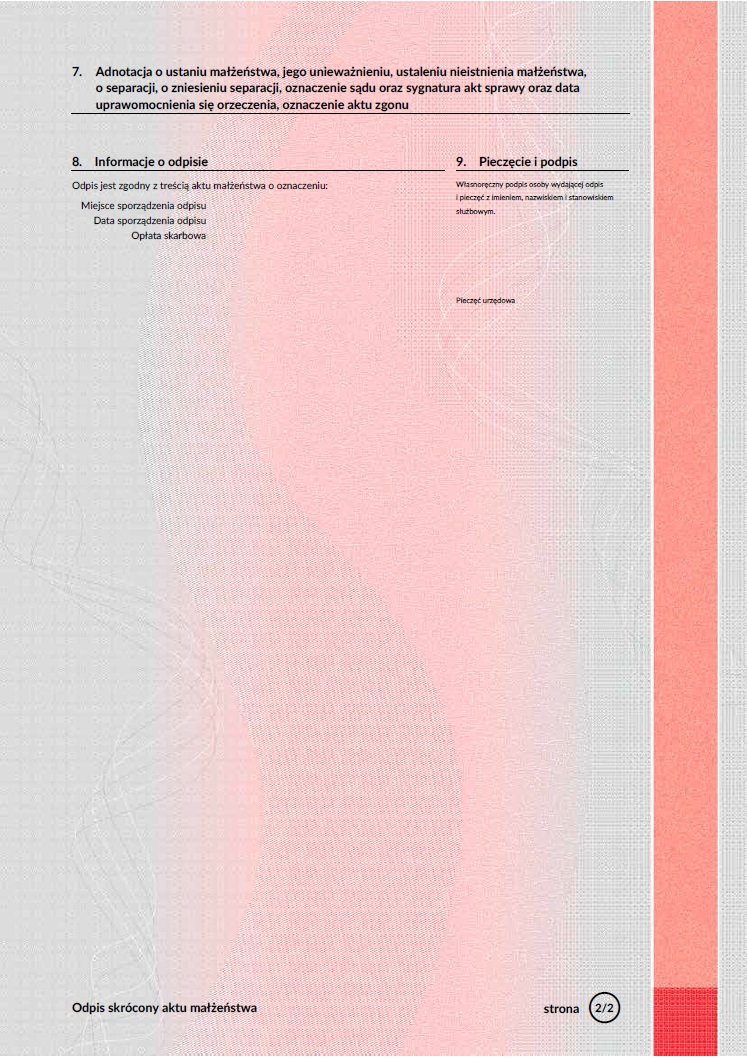
Odpis skrócony aktu małżeństwa, str. 2

Urzędowy wzór skróconego odpisu aktu małżeństwa przewiduje umieszczenie następujących informacji:
Na pierwszej stronie
I. Dane dotyczące osób zawierających małżeństwo:
- imiona
- nazwisko
- nazwisko rodowe
- data urodzenia
- miejsce urodzenia

II. Data i miejsce zawarcia małżeństwa
III. Dane rodziców
- imię (imiona) i nazwisko rodowe ojca
- imię (imiona) i nazwisko rodowe matki

IV. Nazwiska małżonków po zawarciu małżeństwa
- nazwisko mężczyzny
- nazwisko kobiety

V. Nazwisko dzieci zrodzonych z tego małżeństwa
VI. Aktualnie noszone nazwisko, jeżeli jest inne niż po zawarciu małżeństwa
Na drugiej stronie
VII. Adnotacja o ustaniu małżeństwa, jego unieważnieniu, ustaleniu nieistnienia małżeństwa, o separacji, o zniesieniu separacji, oznaczenie sądu oraz sygnatura akt sprawy oraz data uprawomocnienia się orzeczenia, oznaczenie aktu zgonu
VIII. Informacje o odpisie
- Data i miejsce sporządzenia odpisu, oznaczenie aktu małżeństwa i informacje o opłacie skarbowej

IX. Pieczęcie i podpis
- Imię, nazwisko i stopień służbowy osoby sporządzającej odpis oraz pieczęć urzędu

#### Odpis zupełny aktu małżeństwa
Na pierwszej stronie:

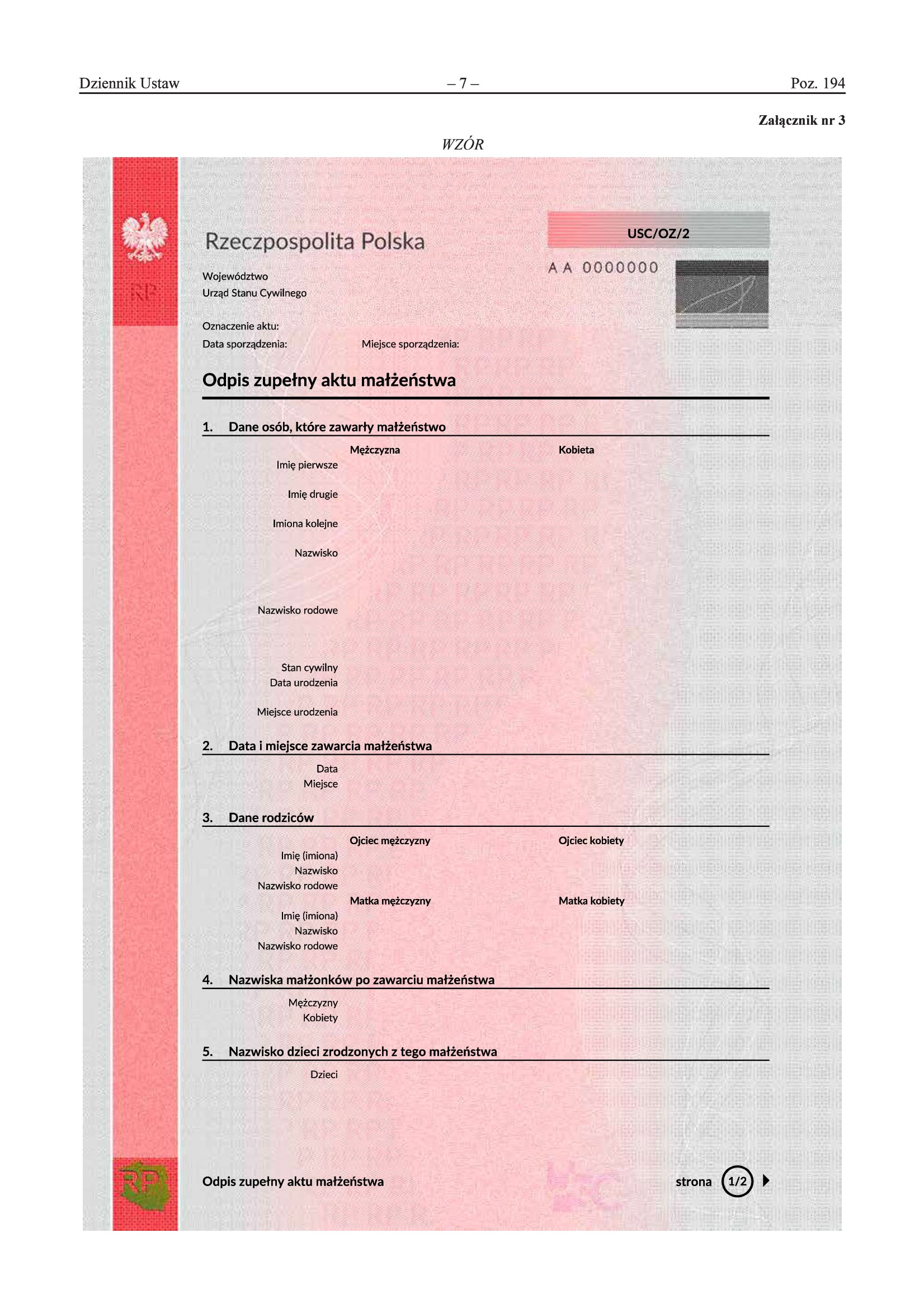
Odpis zupełny aktu małżeństwa, str. 1

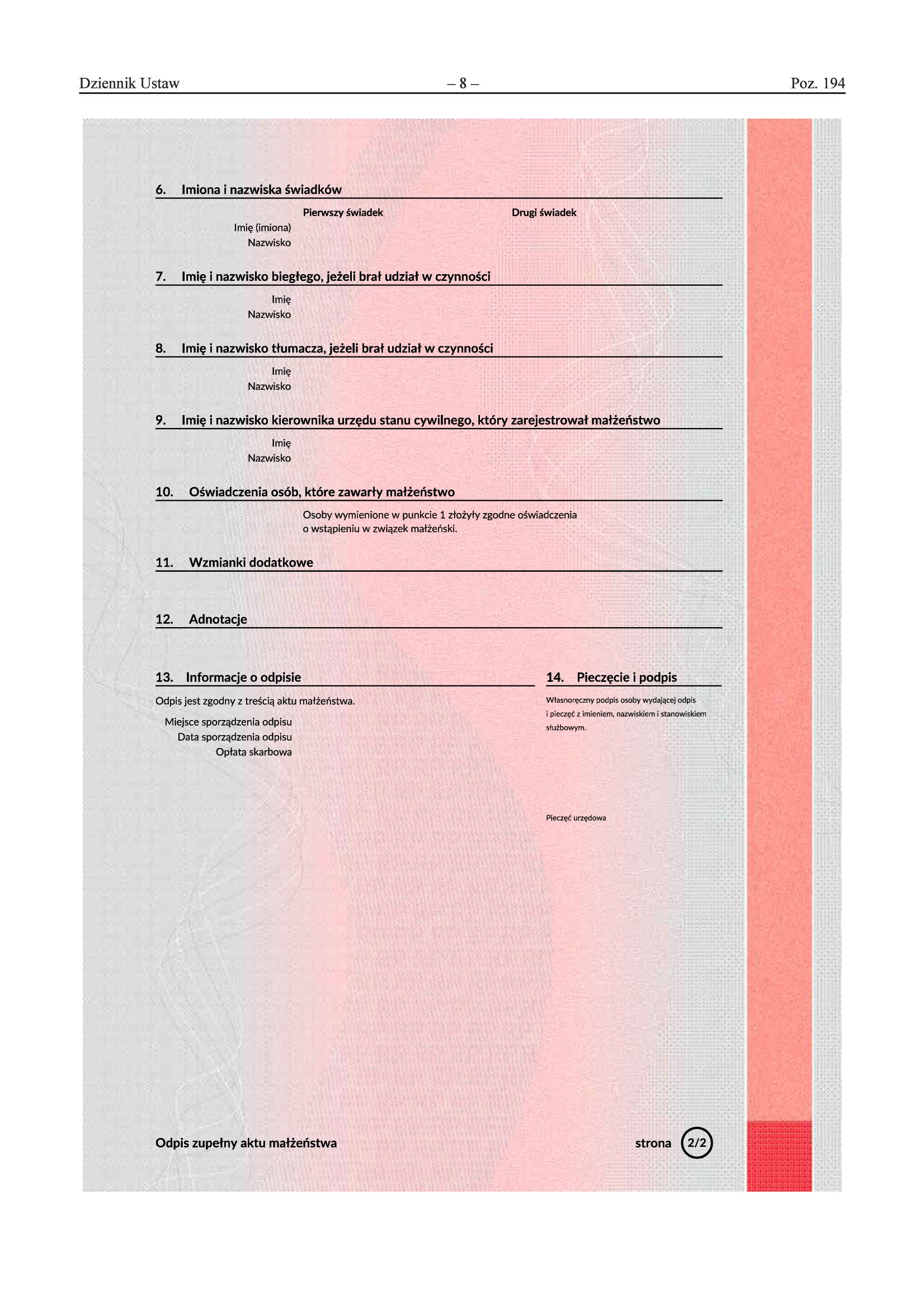
Odpis zupełny aktu małżeństwa, str. 2

- numer aktu małżeństwa, którego dotyczy odpis
- data i miejsce sporządzenia aktu małżeństwa

I. Dane dotyczące osób zawierających małżeństwo
- imiona
- nazwisko
- nazwisko rodowe
- stan cywilny
- data urodzenia
- miejsce urodzenia

II. Dane dotyczące daty i miejsca zawarcia małżeństwa
- Data
- Miejsce

III. Dane dotyczące rodziców
- imię (imiona), nazwisko i nazwisko rodowe ojca
- imię (imiona), nazwisko i nazwisko rodowe matki

IV. Nazwiska małżonków noszone po zawarciu małżeństwa
- nazwisko mężczyzny
- nazwisko kobiety

V. Nazwisko dzieci zrodzonych z tego małżeństwa
Na drugiej stronie:
VI. Świadkowie
- imiona i nazwiska świadków

VII. Imię i nazwisko biegłego, jeżeli brał udział w czynności
VIII. Imię i nazwisko tłumacza, jeżeli brał udział w czynności
IX. Imię i nazwisko kierownika urzędu stanu cywilnego, który zarejestrował małżeństwo
X. Informacja, że osoby wymienione w pkt. 1 złożyły zgodne oświadczenia woli o wstąpieniu w związek małżeński
XI. Wzmianki dodatkowe
XII. Adnotacje
XIII. Dane dotyczące odpisu:
- data i miejsce sporządzenia odpisu aktu małżeństwa, oznaczenie aktu małżeństwa i informacja o opłacie skarbowej

XIV. Pieczęcie i podpis
- Imię, nazwisko i stopień służbowy osoby sporządzającej odpis oraz pieczęć urzędu

### Metryka zgonu

#### Odpis skrócony aktu zgonu

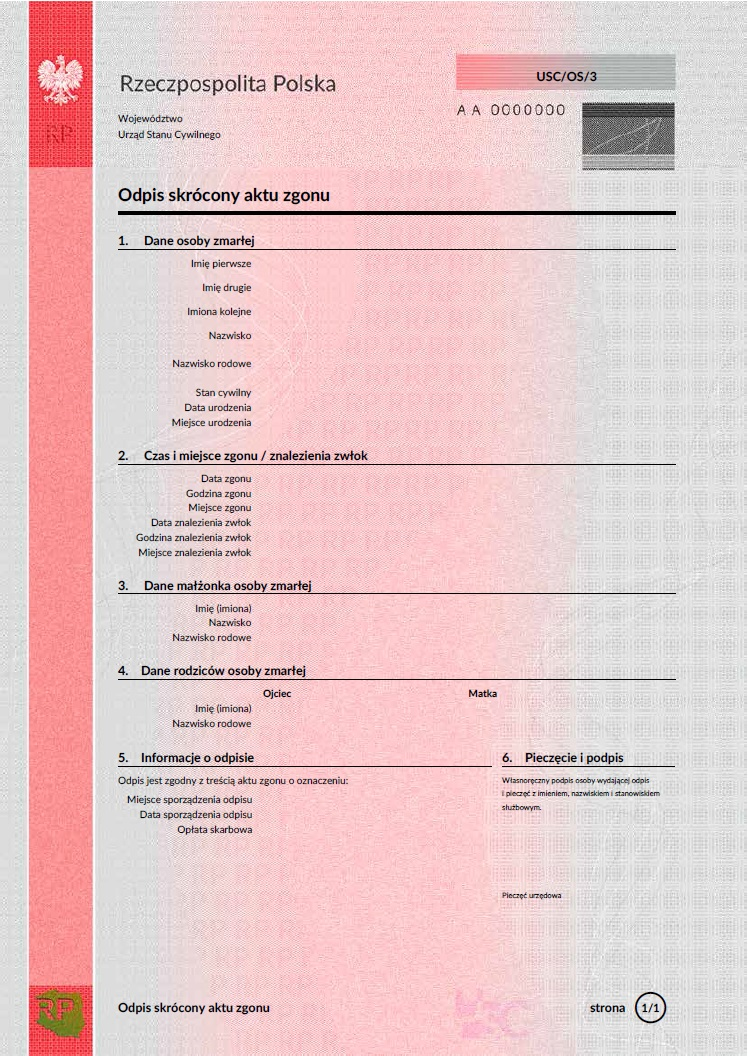
Odpis skrócony aktu zgonu

Urzędowy wzór skróconego odpisu aktu zgonu przewiduje umieszczenie następujących informacji:
I. Dane osoby zmarłej
- imiona
- nazwisko
- nazwisko rodowe
- stan cywilny
- data urodzenia
- miejsce urodzenia

II. Czas i miejsce zgonu/znalezienia zwłok
- Data zgonu
- Godzina zgonu
- miejsce zgonu
- data znalezienia zwłok
- godzina znalezienia zwłok
- miejsce znalezienia zwłok

III. Dane małżonka osoby zmarłej
- nazwisko
- imię
- nazwisko rodowe
Dane te podaje się tylko, jeśli osoba zmarła pozostawała w związku małżeńskim w chwili śmierci (tzn. nie podaje się ich w przypadku ustania małżeństwa, np. przez zgon małżonka lub rozwód, przed śmiercią osoby, której akt dotyczy).

IV. Dane rodziców osoby zmarłej
- imię (imiona)
- nazwisko rodowe

V. Informacje o odpisie
- data i miejsce sporządzenia odpisu, numer aktu zgonu, którego dotyczy odpis, opłata skarbowa

VI. Pieczęcie i podpis
- Imię, nazwisko i stopień służbowy osoby sporządzającej odpis oraz pieczęć urzędu

#### Odpis zupełny aktu zgonu

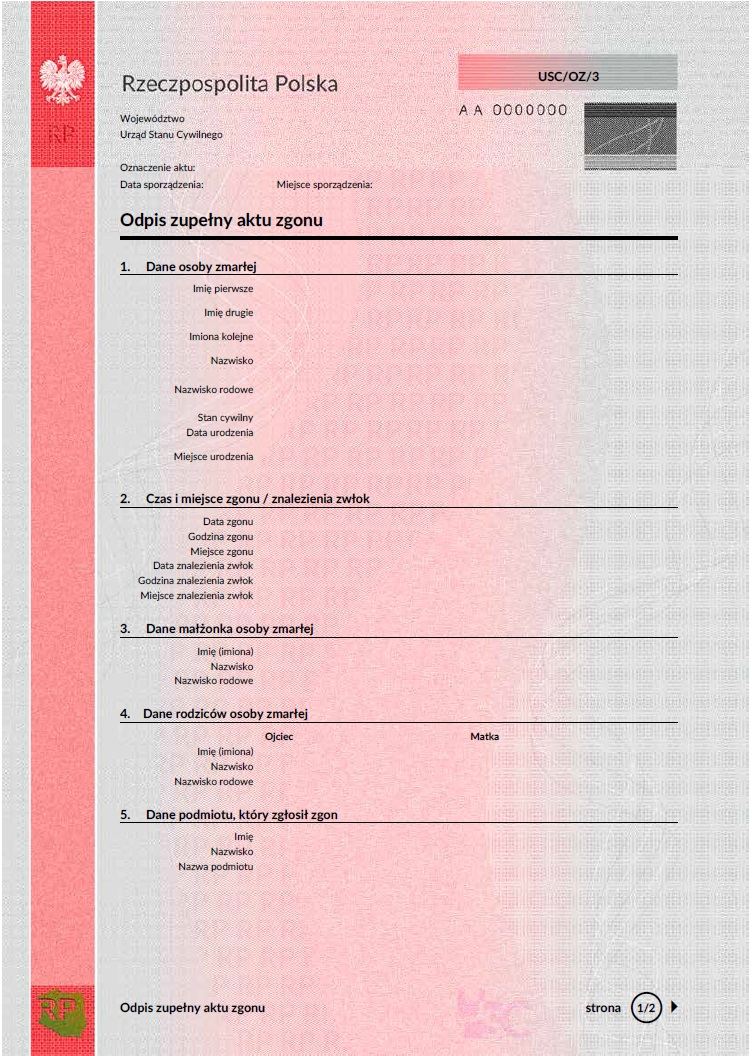
Odpis zupełny aktu zgonu, str. 1

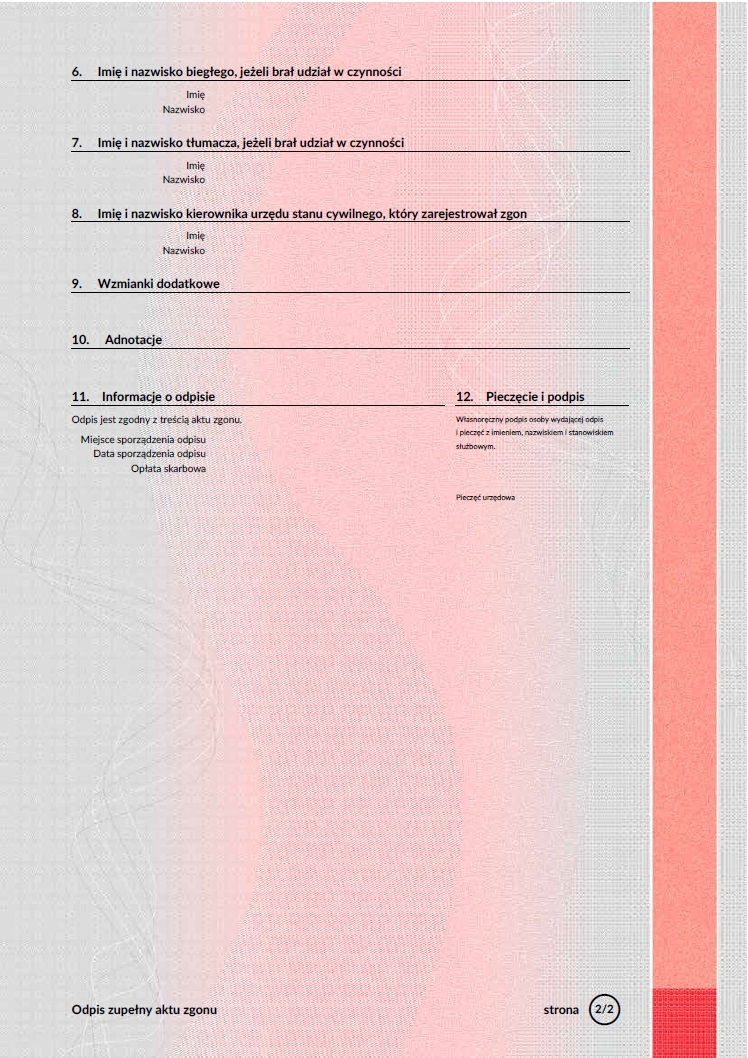
Odpis zupełny aktu zgonu, str. 2

Urzędowy wzór zupełnego odpisu aktu zgonu przewiduje umieszczenie następujących informacji:
Na pierwszej stronie
I. Dane osoby zmarłej
- imiona
- nazwisko
- nazwisko rodowe
- stan cywilny
- data urodzenia
- miejsce urodzenia

II. Czas i miejsce zgonu/znalezienia zwłok
- Data zgonu
- Godzina zgonu
- miejsce zgonu
- data znalezienia zwłok
- godzina znalezienia zwłok
- miejsce znalezienia zwłok

III. Dane małżonka osoby zmarłej
- nazwisko
- imię
- nazwisko rodowe
Dane te podaje się tylko, jeśli osoba zmarła pozostawała w związku małżeńskim w chwili śmierci (tzn. nie podaje się ich w przypadku ustania małżeństwa, np. przez zgon małżonka lub rozwód, przed śmiercią osoby, której akt dotyczy).

IV. Dane rodziców osoby zmarłej
- imię (imiona)
- nazwisko rodowe

V. Dane podmiotu, który zgłosił zgon
- imię
- nazwisko
- nazwa podmiotu

Na drugiej stronie
VI. Imię i nazwisko biegłego, jeżeli brał udział w czynności
VII. Imię i nazwisko tłumacza, jeżeli brał udział w czynności
VIII. Imię i nazwisko kierownika urzędu stanu cywilnego, który zarejestrował małżeństwo
IX. Wzmianki dodatkowe
X. Adnotacje
XI. Informacje o odpisie
- data i miejsce sporządzenia odpisu, numer aktu zgonu, którego dotyczy odpis, opłata skarbowa

XII. Pieczęcie i podpis
- Imię, nazwisko i stopień służbowy osoby sporządzającej odpis oraz pieczęć urzędu

#### Odpis zupełny aktu zgonu osoby o nieustalonej tożsamości

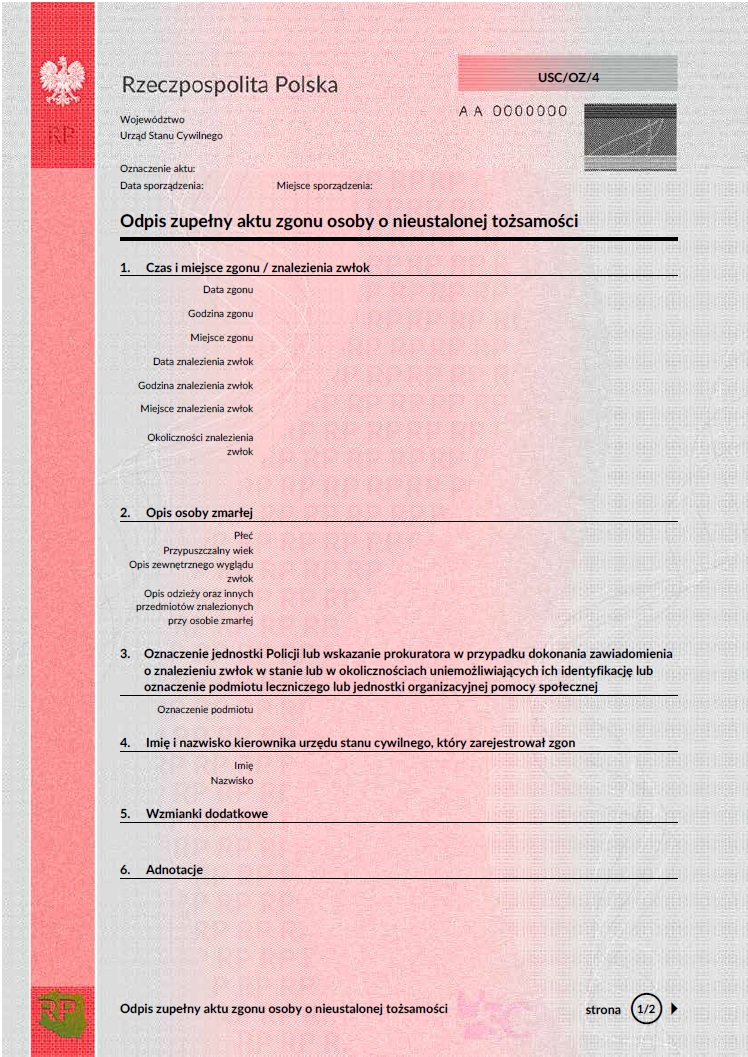
Odpis zupełny aktu zgonu osoby o nieustalonej tożsamości, str. 1

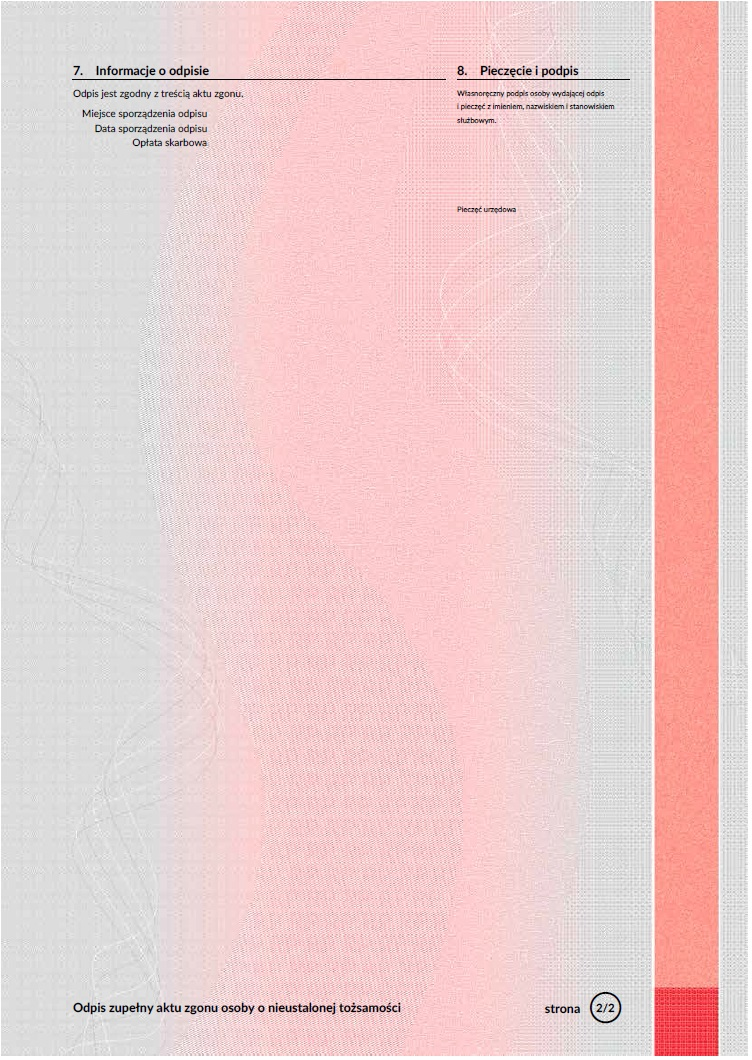
Odpis zupełny aktu zgonu osoby o nieustalonej tożsamości, str. 2

Z aktu zgonu osoby o nieustalonej tożsamości wydaje się tylko odpisy zupełne.
I. Czas i miejsce zgonu/znalezienia zwłok
- Data zgonu
- Godzina zgonu
- miejsce zgonu
- data znalezienia zwłok
- godzina znalezienia zwłok
- miejsce znalezienia zwłok
- okoliczności znalezienia zwłok

II. Opis osoby zmarłej
- płeć
- przypuszczalny wiek
- opis zewnętrznego wyglądu zwłok
- opis odzieży oraz innych przedmiotów znalezionych przy osobie zmarłej

III. Oznaczenie jednostki Policji lub wskazanie prokuratora w przypadku dokonania zawiadomienia o znalezieniu zwłok w stanie lub w okolicznościach uniemożliwiających ich identyfikację lub oznaczenie podmiotu leczniczego lub jednostki organizacyjnej pomocy społecznej
IV. Imię i nazwisko kierownika urzędu stanu cywilnego, który zarejestrował zgon
V. Wzmianki dodatkowe
VI. Adnotacje
VII. Informacje o odpisie
- data i miejsce sporządzenia odpisu, numer aktu zgonu, którego dotyczy odpis, opłata skarbowa

VIII. Pieczęcie i podpis
- Imię, nazwisko i stopień służbowy osoby sporządzającej odpis oraz pieczęć urzędu

### Odpisy międzynarodowe
Istnieją trzy rodzaje odpisów międzynarodowych:
- formularz A (odpis skrócony aktu urodzenia),
- formularz B (odpis skrócony aktu małżeństwa) oraz
- formularz C (odpis skrócony aktu zgonu).

Odpisy te zawierają rubryki z tytułami w języku polskim, francuskim i niemieckim, a ponadto objaśnienia w językach: angielskim, chorwackim, hiszpańskim, greckim, włoskim, niderlandzkim, portugalskim, słoweńskim, tureckim i serbskim. Wzory tych formularzy reguluje konwencja nr 16 Międzynarodowej Komisji Stanu Cywilnego, której członkiem jest Polska.
Odpisy międzynarodowe wydane w Polsce są dokumentami uznawanymi (bez dodatkowych tłumaczeń czy legalizacji) w państwach, które ratyfikowały konwencję nr 17 Międzynarodowej Komisji Stanu Cywilnego, czyli w:
- Austrii,
- Belgii,
- Francji,
- Grecji,
- Hiszpanii,
- Holandii,
- Luksemburgu,
- Niemczech,
- Polsce,
- Portugalii,
- Włoszech,
- Szwajcarii,
- Turcji.

Odpisy międzynarodowe sporządzone w wyżej wymienionych państwach uznawane są także w Polsce. Konwencja zabrania pobierania za wydanie odpisu międzynarodowego opłaty wyższej niż za wydanie odpisu skróconego.
Alternatywnym (i bardziej kosztownym) sposobem legalizacji odpisu polskiego aktu stanu cywilnego do użytku w innym kraju jest przetłumaczenie go przez tłumacza przysięgłego, a następnie poświadczenie (np. apostille) tłumaczenia przez właściwy urząd. W przypadku wydania apostille do tłumaczenia przez tłumacza przysięgłego prowadzącego działalność w Polsce odpowiednim urzędem jest Dział Legalizacji w Ministerstwie Spraw Zagranicznych.